# Mirja Hietamies
Mirja Kyllikki Hietamies, nach der Hochzeit Mirja Kyllikki Hietamies-Eteläpää (* 7. Januar 1931 in Lemi; † 14. März 2013 in Savitaipale) war eine finnische Skilangläuferin, die in den 1950er Jahren startete.

## Werdegang
Ihren ersten Erfolg feierte Hietamies am Holmenkollen 1951, wo er über 10 km Zweiter wurde. Ein Jahr später startete sie für Finnland bei den Olympischen Winterspielen 1952 in Oslo, die zugleich als Nordische Skiweltmeisterschaften ausgetragen wurden. Bei den erstmals ausgetragenen Skilanglauf-Wettbewerben für Frauen gewann sie über 10 km die Silbermedaille hinter ihrer Landsfrau Lydia Wideman.
1953 sicherte sich Hietamies ihren ersten finnischen Meistertitel über 10 km, nachdem sie 1952 nur Bronze gewinnen konnte.
Ein Jahr später bei den Nordischen Skiweltmeisterschaften 1954 in Falun gewann Hietamies gemeinsam mit Sirkka Polkunen und Siiri Rantanen die Silbermedaille über 3 × 5 km. Im 10-km-Einzellauf gewann sie ihre zweite Medaille und sicherte sich Bronze. Nachdem sie in der Folge zweimal in Folge das 10-km-Rennen bei den Lahti Ski Games sowie in Ounasvaara gewinnen konnte, wurde sie 1955 zur finnischen Sportlerin des Jahres gewählt.
Nachdem sie zu Beginn des Jahres 1956 ihren zweiten nationalen Titel gewinnen konnte, gab sie ihren Karriereabschluss mit dem Start bei den Olympischen Winterspielen 1956 in Cortina d’Ampezzo. Gemeinsam mit Rantanen und Polkunen gewann sie im Staffelrennen über 3 × 5 km die Goldmedaille und wurde damit zugleich Olympiasieger und Weltmeister. Im Einzellauf über 10 km verpasste sie als Sechste eine weitere olympische Medaille.
Nach ihrer aktiven Karriere arbeitete Hietamies von 1965 bis 1967 als Vorstandsmitglied im Finnischen Skiverband. 2013 starb Hietamies im Alter von 82 Jahren in Savitaipale.

## Erfolge
- Olympische Winterspiele 1952 in Oslo: Silber über 10 km
- Olympische Winterspiele 1956 in Cortina d’Ampezzo: Gold mit der Staffel
- Nordische Skiweltmeisterschaften 1954 in Falun: Silber mit der Staffel, Bronze über 10 km